# Theodulos
Theodulos (griechisch Θεόδουλος) oder Theodulus, abgekürzt Theodul, ist ein männlicher Vorname. Der Name Theodulos stammt aus dem Griechischen und bedeutet „Sklave, Diener Gottes“.

## Varianten des Namens
- Theodulos (griechisch)
- Theodulus (lateinisch)
- Théodule (französisch)
- Teodulo (italienisch)
- Teodul (polnisch)

## Bekannte Träger des Namens
- Theodulos († um 130), Märtyrer in Rom mit Alexander, Eventius und anderen
- Theodulus von Chaeretapi, spätantiker Bischof von Chaeretapi in Phrygien (4. Jahrhundert)
- Theodul von Sitten, besser bekannt als Theodor von Sitten, Bischof von Octodurum, heute Martigny, Schweiz († um 400); nach ihm benannt sind
  - Theodulkirchen
  - der Theodulpass
  - der Theodulgletscher
  - die Theodulhütte

- Theodoulos Parsakoutenos, 10. Jahrhundert, byzantinischer General
- Augustin Théodule Ribot (1823–1891), französischer Maler
- Théodule Ribot (1839–1916), französischer Psychologe und Philosoph